# 트럼펫 윈속
트럼펫 윈속(Trumpet Winsock)은 Peter Tattam이 트럼펫 소프트웨어 인터내셔널을 위해 개발한 윈도우 3.x용 윈속 API이다 TCP/IP 스택이 포함된 셰어웨어 프로그램이다.

## 역사
최초 버전 1.0A은 1994년 출시되었다. 인터넷 접속을 위한 최상의 도구로서빠르게 명성을 얻어갔다. 인터넷 접속 가이드들은 대체로 트럼펫 윈속의 사용을 권고했다. 개발자는 이 소프트웨어의 개발에 그다지 금전적 보상을 받지는 못했다. 1996년, 32비트 버전이 출시되었다.